# Philippe Ebel
Pas d'image ? Cliquez ici

a Compétitions nationales et continentales officielles uniquement.

Dernière mise à jour le 24 mai 2015.
Philippe Ebel, né le 18 septembre 1967, est un joueur français de rugby à XV qui évolue au poste de troisième ligne aile. Il joue au sein du club de la Section paloise durant toute sa carrière de joueur.
Il est actuellement manager et entraîneur des avants de l’équipe espoirs et du Centre de Formation de la Section Paloise Béarn Pyrenées.
Il est le père de Maxime Ebel, ancien 3ème ligne des espoirs de la Section Paloise, aujourd’hui entraîneur au niveau de la formation et du développement individuel des jeunes joueurs du club, après son arrêt forcé des suites d’une blessure sérieuse au dos.

## Biographie
Philippe Ebel évolue de 1985 à 1998 en équipe première de la Section paloise et porte le brassard de capitaine durant six saisons où il participe à la montée en puissance de son club qui remporte le Coupe de France en 1997.
Apres sa fin de carrière en tant que joueur, il entraîne les Espoirs du club palois pendant deux saisons, pour ensuite intégrer l'encadrement de l'équipe première aux côtés de Jacques Brunel et la saison suivante aux côtés de Frédéric Torossian.
Il prend les commandes de l'équipe première de l'US Orthez pendant cinq saisons, fait un intermède pour entraîner le FC Oloron durant une saison et demie avant de revenir à l'US Orthez pour y entraîner cinq ans de plus l'équipe senior en Fédérale 2.
Il décide de mettre fin à ses fonctions d’entraîneur de cette équipe en fin de saison 2015.
En 2014, il a intégré le staff de l'équipe nationale belge (les Diables noirs) où il assure le poste d’entraîneur des avants.
En 2016, après deux ans en tournoi européen C avec les Diables noirs, Philippe Ebel, et tout le staff sous la houlette de Guillaume Ajac le sélectionneur, font remonter l'équipe nationale belge en Championnat européen des nations, où ils rencontreront entre autres la Géorgie et la Roumanie.
Partant comme le petit poucet de cette poule à Nations très expérimentées, les Belges de Philippe Ebel et du sélectionneur Guillaume Ajac, terminent à la dernière place du Championnat international d'Europe. Ils rencontrent donc le Portugal, premier du tournoi inférieur, pour un match de barrage, qui définira le Pays qui jouera en Tournoi européen B ou C la saison suivante.  La Belgique l'emportent 29-18 contre les Portugais. Les Diables noirs coachaient devant par Philippe Ebel ont validé leurs maintien dans l'antichambre du Six Nations pour la saison 2017/2018, et rejoueront donc les Roumains, Géorgiens, Allemands, Russes et Espagnols.
Une deuxième fois en deux années, les Belges d’Ebel se sont maintenus en remportant  deux victoires contre l’Allemagne (69-15) et contre l’Espagne (18-10) et finissent à la 5ème place du tournoi. Ces résultats signifient le maintien de ce pays dans l’antichambre du Six Nations sans passer par la case barrage contre le 1er de la 2e division du championnat d'Europe. Une performance historique dans l’histoire de cette Nation où Philippe Ebel ainsi que le staff des Diables noirs permettent au rugby belge de continuer à côtoyer l’élite du rugby Européen lors du tournoi 2018/2019. En quatre années aux commandes des avants belges, ce palois pure souche, Philippe Ebel réalise un très bon travail avec cette sélection nationale.
A l’été 2018, après 4 magnifiques années au chevet des Diables noirs, un grand Chelem, et une montée en première division du Championnat international d'Europe les deux premières années, et deux maintiens les deux autres années dans l’antichambre du 6 Nations, il décide de quitter son poste d’entraineur Des avants pour rejoindre le club du FC Oloron évoluant en Fédérale 1. Le « FÉCÉO », club qu’il avait déjà entraîné quelques années plus tôt.
Il a à son côté comme adjoint pour les lignes arrières, Pierre Chadebech, ancien international et entraîneur des 3/4 du Biarritz olympique.
Fin avril 2019, après une saison difficile due à de nombreux départs non remplacés et des blessures à répétition à des postes clés, Philippe Ebel décide de quitter ses fonctions de manager et d’entraineur des avants oloronais après avoir atteint l’objectif fixé en début de saison, le maintien au plus haut niveau amateur.
Début de l’été 2019, Philippe Ebel revient à ses premiers amours.
L’ancien troisième ligne et capitaine emblématique « vert et blanc » fait son retour et prend en charge le management et les avants de l’équipe Espoirs de la Section Paloise Béarn Pyrénées ainsi que du centre de formation, tout en étant en relation permanente avec le groupe professionnel.